# Mollugo sumatrana
Mollugo sumatrana är en kransörtsväxtart som beskrevs av Michel Gandoger. Mollugo sumatrana ingår i släktet kransörter, och familjen kransörtsväxter. Inga underarter finns listade i Catalogue of Life.